# Weinberge (Naumburg)
Weinberge ist ein Stadtteil von Naumburg (Saale) und liegt im Burgenlandkreis in Sachsen-Anhalt.

## Lage
Der Ort liegt in etwa 110 m Höhe ü. NN am linken Saaleufer gegenüber dem Naumburger Ortsteil Almrich. Er zieht sich am Fuß der das Saaletal begrenzenden Höhen etwa 2 km bis zum Naumburger Ortsteil Roßbach im Nordosten. Durch die Ortslage führt die Kreisstraße K 2234 als Verbindungsstraße zwischen der B 87 in Naumburg und der L 208 im Westen des Saaletals. 